# T-26

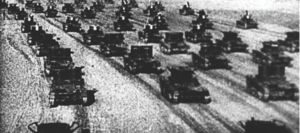
T-26, Manöver im Kiewer Militärbezirk 1935.

Der T-26 war ein sowjetischer Panzer, der bei der Roten Armee von 1931 bis 1945 eingesetzt wurde.

## Geschichte
Im Jahr 1931 schloss die Sowjetunion mit dem britischen Rüstungskonzern Vickers einen Lizenzvertrag zur Fertigung des Vickers 6-ton. Dieser Nachbau erhielt die Bezeichnung T-26. Bis 1933 waren die T-26, wie auch die polnischen 7TPdw und die italienischen M11/39, weitgehend Nachbauten des Vickers Mk. E und besaßen zwei nebeneinandersitzende MG-Türme. Bei einer geringen Anzahl von Fahrzeugen kam im rechten Turm auch eine 37-mm-Kanone zum Einsatz (T-26 TU).
Die späteren Modelle wurden nunmehr mit nur einem Turm gebaut, der eine 45-mm-Kanone erhielt. Die Konstruktion des Turmes war weitgehend identisch mit der des BT-5. Darüber hinaus waren die Panzer mit zwei 7,62-mm-Maschinengewehren bestückt. Wie auch beim BT wurden zahlreiche Prototypen mit verschiedenen Bewaffnungen entworfen. In der letzten Produktionsvariante T-26s wurde die Panzerung durch eine abgeschrägte Formgebung verbessert.
Die letzten der insgesamt 12.000 T-26 wurden Anfang 1941 produziert.

## Einsatz
Zum Einsatz kam der T-26 unter anderem im Spanischen Bürgerkrieg, im Japanisch-Sowjetischen Grenzkonflikt, im Winterkrieg zwischen der Sowjetunion und Finnland und im Zweiten Weltkrieg. In den Konflikten der 1930er-Jahre erwies sich der T-26 als zeitgemäß und war den Fahrzeugen der Gegner teilweise überlegen.
Im Spanischen Bürgerkrieg, in den deutsche Panzereinheiten ab Herbst 1936 unter dem Kommando von Oberst Ritter von Thoma und das italienische Corpo Truppe Volontarie eingriffen, traf der T-26 auf den deutschen Panzer I und die italienischen L3/33 und L3/35. Der T-26 bewährte sich hierbei gut, da ihm der Panzer I und die italienischen Tanketten wegen ungenügender Bewaffnung und schwacher Panzerung nicht gewachsen waren. Erwähnenswerte Einsätze des T-26 in Diensten der spanischen Republikaner geschahen während der Schlacht am Jarama, wo 50 T-26 (mit sowjetischem Personal bemannt) zum Einsatz kamen, gleichwohl traten durch Luftangriffe und Artilleriefeuer empfindliche Verluste ein. Auch bei der Schlacht bei Guadalajara im März 1937, die mit einem Erfolg der republikanischen Seite endete, kam eine Einheit mit rund 25 T-26-Panzern zum Einsatz. Dieser gelang es am 13. März 1937, eine komplette italienische Kolonne, die nur mit leichten Tanketten ausgestattet war, auf der Straße nach Saragossa zu überrollen.
Der Gegner im Konflikt mit Japan war der leichte Panzer Typ 95 Ha-Gō. Der T-26 besaß die stärkere Kanone und war minimal besser gepanzert, hatte aber einen schwächeren Motor. Während der Gefechte gegen die japanischen Streitkräfte, unter anderem am Chalchin Gol, zeigte sich, dass die genieteten Panzerungsstellen des T-26 infolge schlechter Verarbeitung – selbst bei Treffern, die die Panzerung nicht durchschlugen – zum Aufplatzen neigten und die herausgesprengten Nieten im Inneren des Fahrzeuges Gefährdungsmomente für die Besatzungen verursachten. Aus diesem Grund wurde nachfolgend, ab dem Modell T-26S, das Schweißverfahren für die Wannen- und Turmsegmente eingeführt.
Im Zweiten Weltkrieg erwies er sich jedoch gegenüber den inzwischen eingeführten deutschen Panzern als unterlegen. Seine Kanone konnte zwar dem deutschen Panzer III und Panzer IV, die ein Drittel des Panzerbestandes der Wehrmacht im Juni 1941 ausmachten, gefährlich werden, jedoch war seine Panzerung schwächer und seine Mobilität zu gering. Gegenüber den Panzer I und Panzer II war der T-26 dank seiner 45-mm-Kanone überlegen und den tschechischen Mustern Panzer 35 (t) und Panzer 38(t) ebenbürtig.
Zudem mangelte es der Roten Armee im Hinblick auf den Einsatz größerer Panzerverbände an Erfahrung, da die meisten erfahrenen Kommandeure, die an den Konflikten der 1930er-Jahre teilgenommen hatten, während der stalinistischen Säuberungen inhaftiert oder hingerichtet worden waren. Daneben musste die Rote Armee aufgrund des Überraschungseffekts hastig improvisierte und schlecht vorbereitete Gegenangriffe starten. Es kam daher zu keinem wirkungsvollen Einsatz dieses Fahrzeuges.
Der Panzer wurde deshalb hauptsächlich bei Aufklärungs- und Vorhutaufgaben sowie zur Infanterieunterstützung eingesetzt und nicht als Kampfpanzer, der er ursprünglich sein sollte.

## Einsatz in anderen Armeen

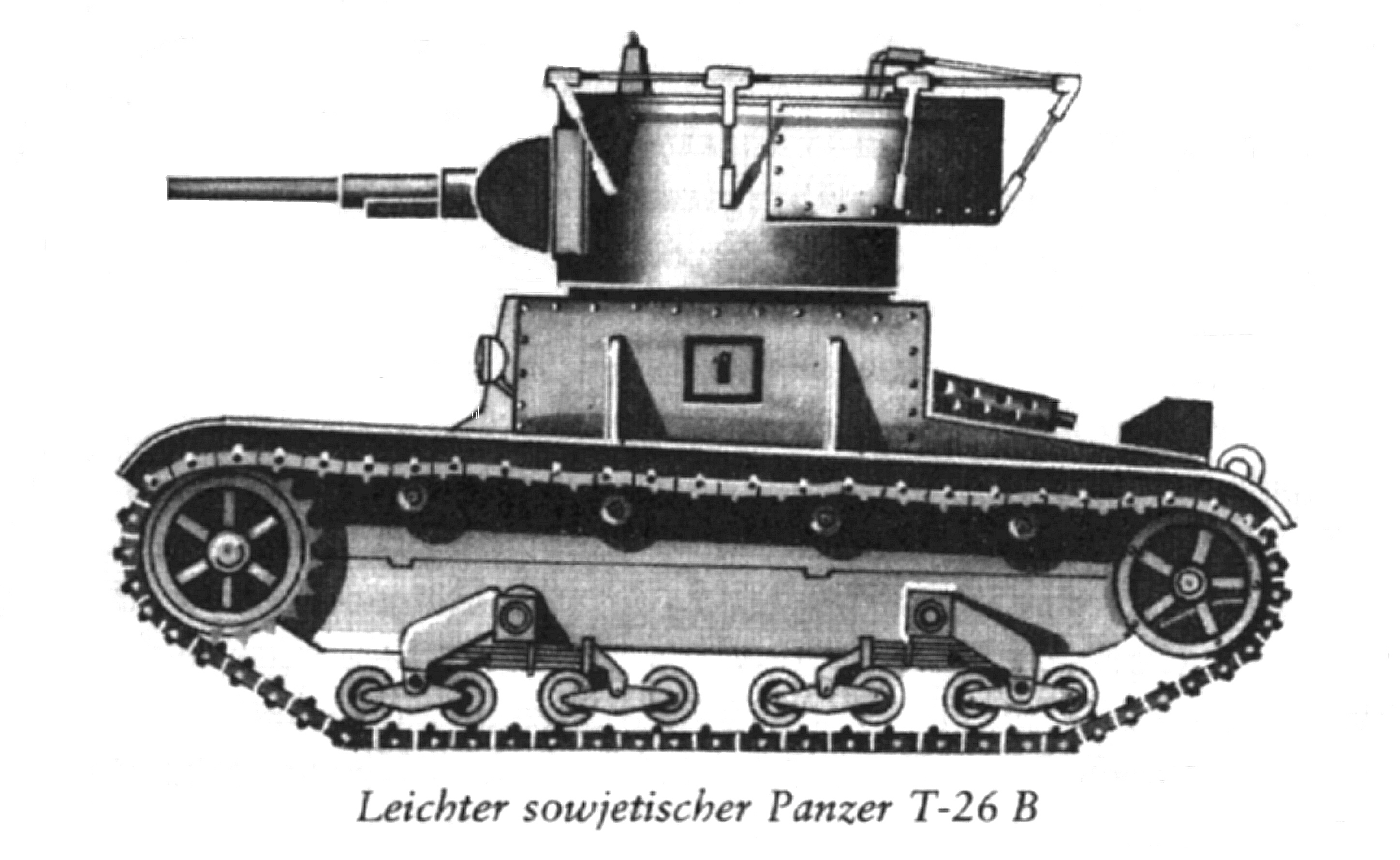
Zeichnung des T-26

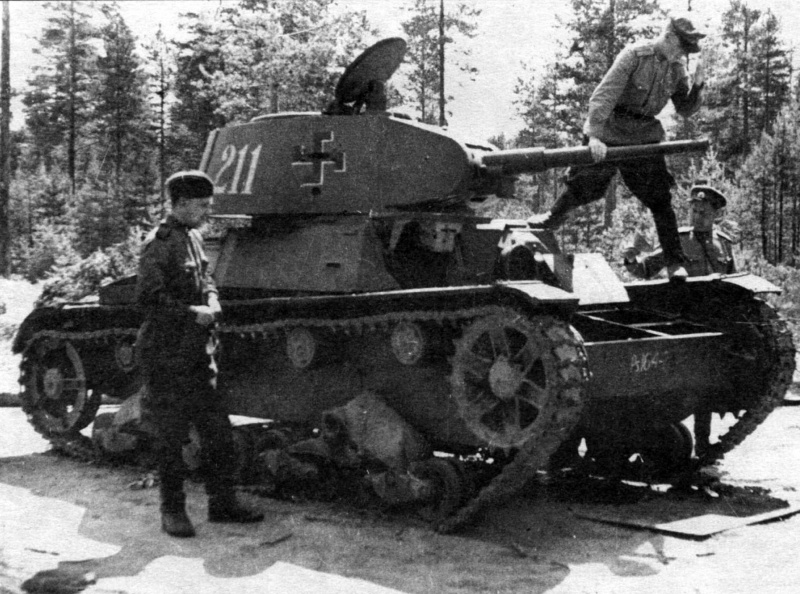
T-26 der finnischen Armee, 1944

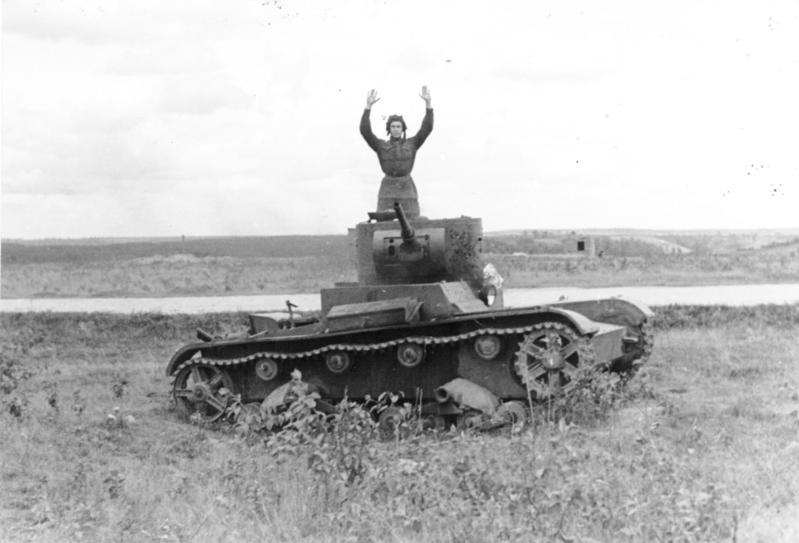
Sowjetischer Soldat in T-26 B ergibt sich im August 1941

Außerhalb der Roten Armee fand der T-26 ebenfalls bei anderen Streitkräften Verwendung.
Die finnische Armee setzte den T-26 ebenfalls im Zweiten Weltkrieg ein, im Sommer 1944 insgesamt 122 Exemplare verschiedener Baureihen. Nach 1945 blieben 94 davon im Einsatz; als Ausbildungsgerät dienten sie bis zum Jahre 1959, bevor sie durch neuere britische und sowjetische Modelle ersetzt wurden.
Das Spanien der Franco-Zeit behielt im Bürgerkrieg erbeutete T-26Bs; nach dem Ende des Bürgerkriegs erhielt das Land überdies weitere Exemplare aus Frankreich, die zuvor von flüchtenden Republikanern über die Grenze gebracht worden waren. Die T-26-Panzer bildeten das Rückgrat einer neuen Panzerdivision. Im Jahre 1942 hatte die spanische Armee 139 T-26B im Einsatz. Sein Dienstende kam 1953, als Spanien mit den USA einen Vertrag über die Lieferung neuerer Modelle abschloss.
Die deutsche Wehrmacht verwendete ebenfalls erbeutete T-26 unterschiedlicher Ausführungen, obwohl sie nicht mehr dem Stand der Technik entsprachen (s. u.).
In den 1930er-Jahren lieferte die Sowjetunion mindestens 60 Panzer an die Türkei und etwa 82 nach China. Damit wurde die 1938 aufgestellte 200. chinesische Division, die erste chinesische Panzerdivision, ausgestattet. Eine unbekannte Anzahl wurde nach Afghanistan geliefert.
- Afghanistan: Zahl unbekannt
- China: 82 T-26
- Finnland: 126 T-26
- Spanien: 116 T-26B
- Türkei: 60 T-26

## Einsatz durch die Wehrmacht
Die Rote Armee verlor nach dem Angriff der Wehrmacht im Juni 1941 Tausende von T-26. Darunter waren viele liegengebliebene Fahrzeuge mit defekten Kupplungen und Lenkgetrieben. Die Instandsetzungseinheiten der Wehrmacht waren nicht in der Lage, größere Mengen von T-26 zu bergen und instand zu setzen. 16 einsatzfähige T-26 wurden wegen ihrer Kampfschwäche im Jahr 1941 an Sicherungseinheiten der Wehrmacht und Einheiten der Ordnungspolizei im besetzten Hinterland abgegeben. Die Panzer wurden im Hinterland zur Partisanenbekämpfung eingesetzt. Der Einsatz im Hinterland lässt sich bis ins Jahr 1944 nachweisen.
Eine unbekannte Anzahl von erbeuteten und einsatzfähigen T-26 wurde direkt nach der Erbeutung wieder auf deutscher Seite an der Front eingesetzt. Diese T-26 wurden meist bei Infanterie-Einheiten eingesetzt, welche diese Panzer auch erbeutet hatten. Viele der erbeuteten T-26 kamen als Zugmaschinen, häufig nach Turmabbau, zum Einsatz. Abgebaute Türme, von als Zugmaschinen verwendeten T-26, wurden für Panzerzüge verwendet. Eine unbekannte Anzahl erbeuteter T-26 erhielt das verbündete Rumänien.
Erbeutete T-26 Panzer der verschiedenen Versionen erhielten die Bezeichnungen Panzerkampfwagen T 26 A 737 (r), Panzerkampfwagen T 26 B 738 (r) und Panzerkampfwagen T 26 C 740 (r). Die Flammpanzerversion erhielt die Bezeichnung Flamm-Panzerkampfwagen T 26 B 739 (r). Die bei Wehrmacht und Ordnungspolizei eingesetzten T-26 wurden mit übergroßen Balkenkreuzen an den beiden Turmseiten und am Turmheck markiert, um irrtümlichen Beschuss durch eigene Einheiten zu verhindern. Wegen der mangelhaften Qualität des T-26, insbesondere wegen der störanfälligen Kupplung und Steuerung, gab es immer wieder Klagen der deutschen Einheiten. Deutsche Einheiten bauten einige T-26 zu Panzerjägern mit der Pak-Kanone 7,5-cm-PaK 97/38 um. Die Türme wurden dazu abgebaut und die 7,5-cm-97/38-Pak mit Schutzschild aufgesetzt. Eine weitere Version mit einer Brücke wurde als Brücken-Panzerkampfwagen 741 (r) bezeichnet.

## Technische Daten
| Panzerkampfwagen T 26C       |                                   |
| 0Allgemeine Eigenschaften    |                                   |
| Besatzung                    | drei Mann                         |
| Gefechtsgewicht              | 9,6 t                             |
| spez. Bodendruck             | 0,66 kg/cm²                       |
| Länge                        | 4,60 m                            |
| Breite                       | 2,45 m                            |
| Höhe                         | 2,65 m                            |
| Bodenfreiheit                | 37 cm                             |
| Kettenbreite                 | 26 cm                             |
| 0Bewaffnung                  |                                   |
| Hauptbewaffnung              | 45-mm-Kanone L/46                 |
| Sekundärbewaffnung           | 2 MG                              |
| Kampfbeladung HW             | 169 Geschosse                     |
| Kampfbeladung MG             | 2405 Schuss                       |
| 0Fahrleistung                |                                   |
| Motor                        | Vierzylinder-Ottomotor GAZ T-26   |
| Kühlung                      | Luft                              |
| Hubraum                      | 6,6 l                             |
| Bohrung / Hub                | 120/146 mm                        |
| maximale Drehzahl            | 2100/min.                         |
| Leistung                     | 67 kW (91 PS)                     |
| spez. Leistung               | 13,8 PS/Liter                     |
| Gewichtsbezogene Leistung    | 9,5 PS/t                          |
| Getriebe                     | fünf Vorwärts-, ein Rückwärtsgang |
| Höchstgeschwindigkeit Straße | 27,3 km/h                         |
| Kraftstoffvorrat             | 285 l                             |
| Reichweite Straße            | 345 km                            |
| Reichweite Gelände           | 175 km                            |
| Lenkung                      | Lenkbremsen                       |
| Laufrollen                   | 8                                 |
| Federung                     | Blattfeder                        |
| Wattiefe                     | 76 cm                             |
| 0Panzerung                   |                                   |
| Wannenbug                    | 16 mm                             |
| Wannenseite                  | 16 mm                             |
| Wannenheck                   | 16 mm                             |
| Wannendach                   | 7–11 mm                           |
| Wannenboden                  | 10 mm                             |
| Turmfront                    | 16 mm                             |
| Turmseite                    | 16 mm                             |
| Turmheck                     | 16 mm                             |
| Turmdach                     | 10 mm                             |